# Sofia (stad)
Sofia (Bulgaars: София, Sofiya) is de hoofdstad van Bulgarije en met
1.242.568 inwoners
(2019) veruit de grootste stad van het land. De stad ligt in het westen van het land vlak bij de rivier de Iskar, aan de voet van het Vitosjagebergte. De stad heeft een internationale luchthaven. Naast een vliegveld kent de stad ook een metro.

## Geografie
De stad dankt haar ontwikkeling als  nederzetting vooral aan de centrale ligging in de Balkan. Sofia ligt in het westen van Bulgarije, aan de noordelijke voet van de berg Vitosja, in het Sofiadal dat aan alle kanten omgeven is door gebergten. Drie bergpassen leiden naar de stad, die al sinds de oudheid fungeert als een verbindingsplaats tussen de Adriatische Zee en Centraal-Europa met de Zwarte Zee en de Egeïsche Zee.
Door de stad stroomt een aantal rivieren, waaronder de Vladajska en de Perlovska. De Iskar stroomt in haar bovenloop vlak bij Oost-Sofia. De stad staat bekend om haar mineraal- en thermische bronnen. In de twintigste eeuw werden er diverse stuwmeren gebouwd.
De stad ligt 150 km ten noordwesten van Plovdiv, de tweede stad van Bulgarije, 390 km ten westen van Boergas en 472 km ten westen van Varna, de twee belangrijkste havensteden van Bulgarije aan de Zwarte Zee.

## Geschiedenis
De oudst bekende naam van Sofia is Serdica, naar de Serden, de Thracische stam die hier woonde. Het kwam in 29 v Chr. in Romeinse handen en kreeg de status van ‘’municipium’’.
De Hunnen verwoestten het Romeinse Serdica, waarna de Byzantijnse keizer Justinianus I de stad als Triaditsa herbouwde. De Slavische Bulgaren noemden haar Sredets (= Serdica) en doopten haar in 1376 om tot Sofia, naar de Sveti Sofiakerk. Zes jaar later kwam de stad toe aan het Ottomaanse Rijk. De Turken zouden er bijna vijf eeuwen blijven.
In 1878 namen de Russen tijdens de Russisch-Turkse Oorlog de stad in: Sofia werd na de Turkse nederlaag in 1879 de hoofdstad van het moderne Bulgarije. Het was toen de derde stad van het land: Roese en Varna waren allebei groter. Deze steden en ook Plovdiv, dat wat later tot Bulgarije ging behoren, zou het snel gaan overvleugelen. Tussen 1879 en 1939 nam het inwonertal toe van 20.000 tot 300.000. In de Tweede Wereldoorlog leed Sofia zware schade, waarna de stad in communistische stijl werd herbouwd en uitgebreid.

## Stadsbeeld
Het bekendste gebouw van de stad is de Alexander Nevski-kathedraal, die werd gebouwd als aanhankelijkheidsbetuiging aan de Russische bevrijders van 1878, een gebeurtenis die lang doorgewerkt heeft.
De kerk van Sint Joris dateert uit de vierde eeuw en wordt beschouwd als het oudste gebouw van de stad. De kerk van Boyana is versierd met 13e-eeuwse fresco's en staat op de Werelderfgoedlijst van UNESCO.
Verder is er ook nog het Nationaal Archeologisch Museum van Sofia dat gevestigd is in een oude moskee.

## Economie
Sofia is het centrum van de Bulgaarse economie. De verwerkingsindustrie vertegenwoordigt meer dan 800 grote fabrieken voor onder andere metaal, textiel, rubber, leer, drukkerij en elektronica. Sofia is ook het financiële centrum van het land en huisvest de Bulgaarse Nationale Bank, de Bulgaarse Beurs en de grootste commerciële banken van het land, zoals UniCredit Bulbank, DSK Bank en de Verenigde Bulgaarse Bank. Bouw, handel en transport zijn de belangrijkste sectoren van de lokale economie. De stad wordt steeds aantrekkelijker als een outsourcinglocatie voor West-Europese en Amerikaanse multinationals. In Sofia liggen ook de hoofdkwartieren van veel grote Bulgaarse en internationale bedrijven die werkzaam zijn in Bulgarije en Oost-Europa.
Het BBP per hoofd van de bevolking bedraagt 28465 Bulgaarse lev, ofwel ongeveer €14500. Dat is ruim twee keer hoger dan het Bulgaarse gemiddelde en is daarmee het hoogst in Bulgarije. De belangrijkste sectoren zijn de dienstensector (86%) en de industriële sector (14%). Het werkloosheidspercentage bedraagt 3,8% van de beroepsbevolking (anno 2016).

## Bevolking

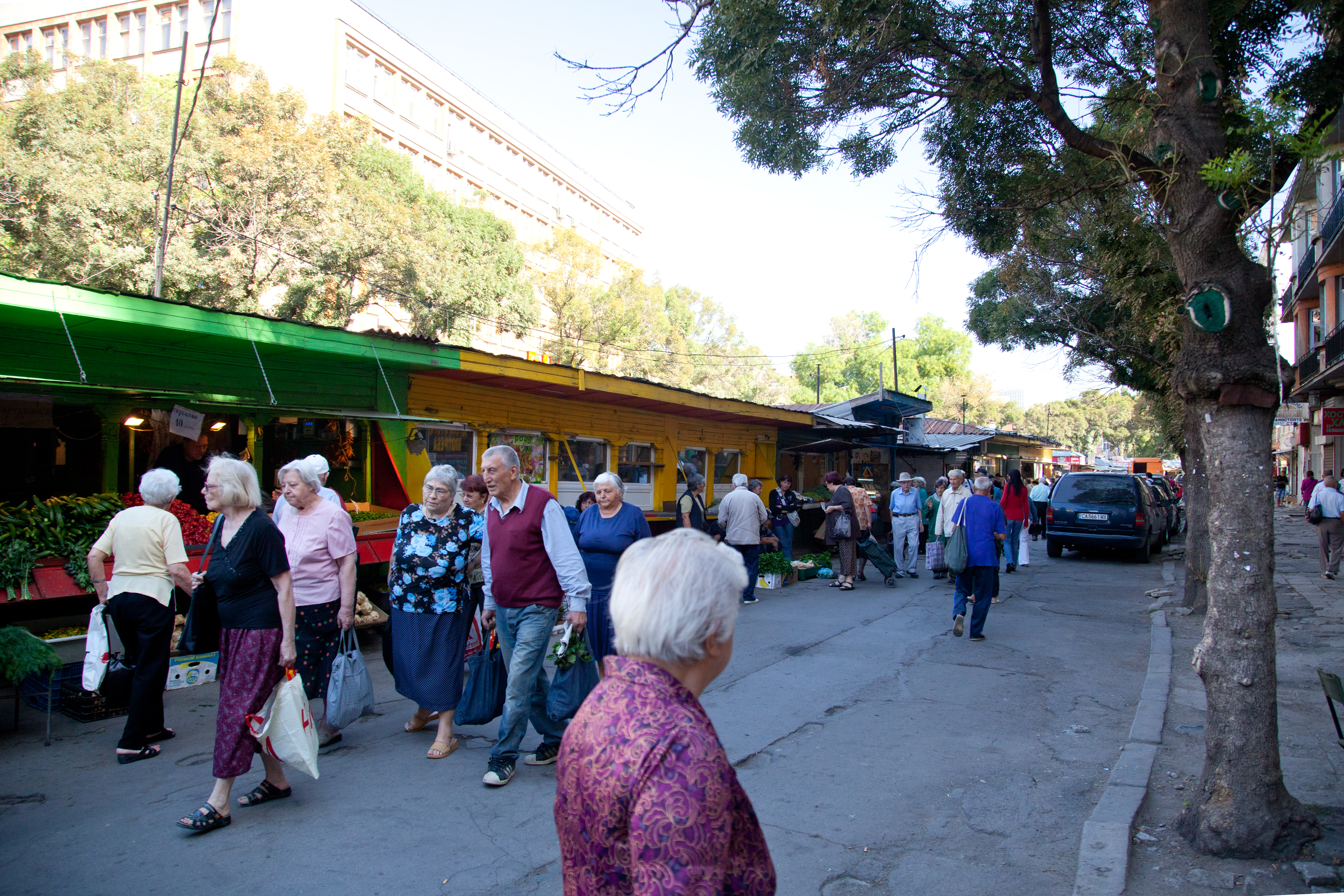
De 'vrouwenmarkt' (zjenski pazar) van Sofia

Op 31 december 2019 telde de gemeente Sofia 1.328.790 inwoners, waarvan 1.242.568 in de stad Sofia zelf en de rest in de kleinere dorpen en voorsteden. De bevolking van Sofia is de afgelopen decennia langzaam maar geleidelijk toegenomen, in tegenstelling tot de rest van het land (zie: onderstaande tabel). De bevolkingsgroei is het gevolg van de intensieve (binnenlandse) immigratie uit kleinere steden en het omringende platteland. In 2019 woonde bijna een vijfde deel van de Bulgaarse bevolking in of rondom de stad Sofia. Vanwege de binnenlandse immigratie heeft slechts een klein deel van de Sofioten familiewortels uit Sofia. De oorspronkelijke Sofioten worden ook wel 'Sjopi' genoemd in de volksmond en spreken van oudsher West-Bulgaarse dialecten.
Bevolkingsontwikkeling van Sofia (in duizenden):
| stad Sofia         | 20.501    | 67.953    | 154.025   | 287.095   | 435.000   | 639.900   | 802.400   | 965.700   | 1.121.800 | 1.114.900 | 1.091.772 | 1.202.761 | 1.242.568 |
| gemeente Sofia     | -         | -         | -         | 400.705   | 525.710   | 724.603   | 905.287   | 1.076.741 | 1.201.719 | 1.190.126 | 1.170.842 | 1.291.591 | 1.328.790 |
| Bulgarije (totaal) | 2.007.919 | 3.744.283 | 4.846.971 | 6.077.939 | 7.029.349 | 7.629.254 | 8.227.966 | 8.727.771 | 8.948.649 | 8.487.317 | 7.932.984 | 7.364.570 | 6.951.482 |

Sofia heeft een laag vruchtbaarheidscijfer van slechts 1,28 kinderen per vrouw. Dit komt doordat de vrouwen in Sofia hoger opgeleid zijn en daarom ook op een latere leeftijd aan kinderen beginnen vergeleken met de rest van Bulgarije.

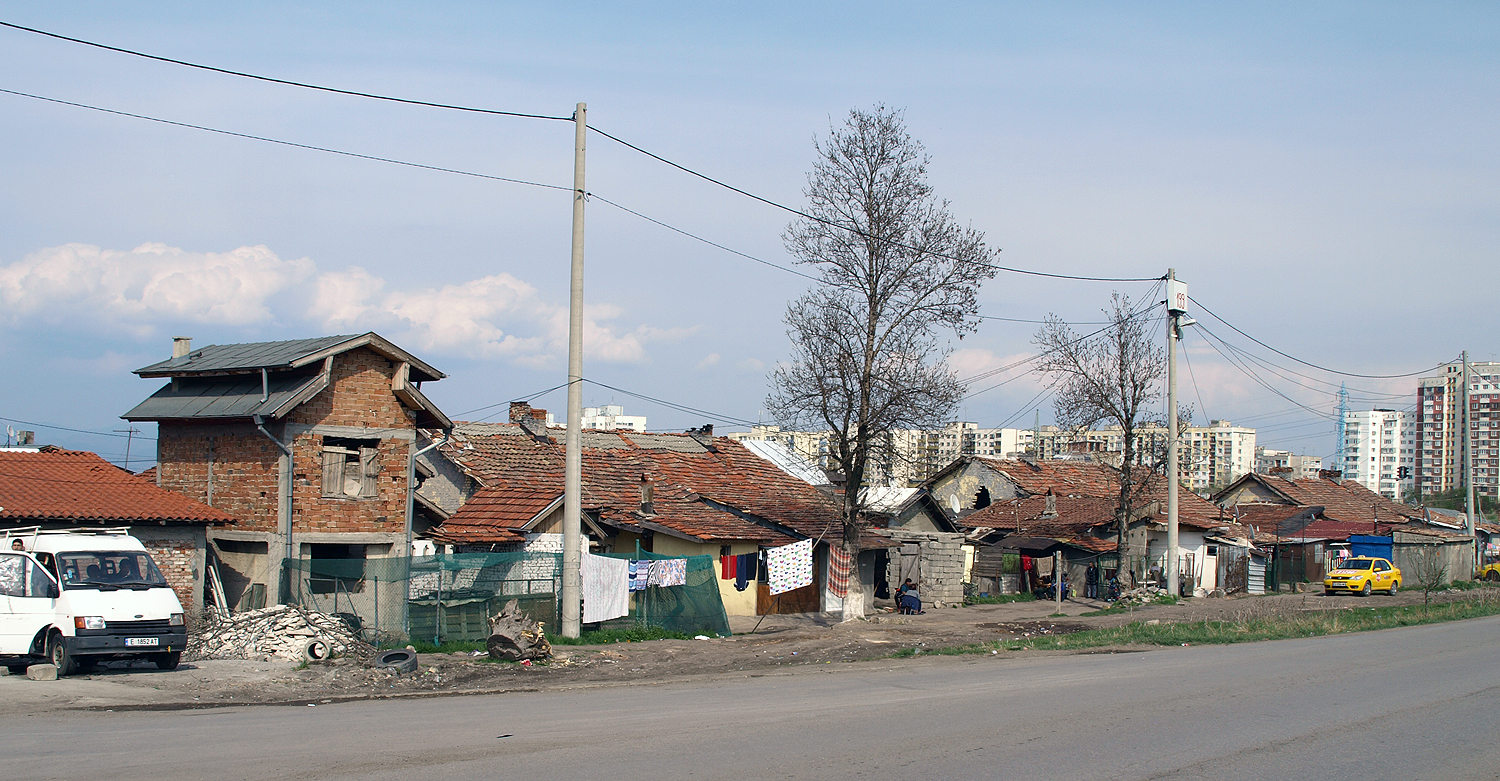
Het zigeuner-getto Filipovtsi in het district Ljoelin

### Etniciteit

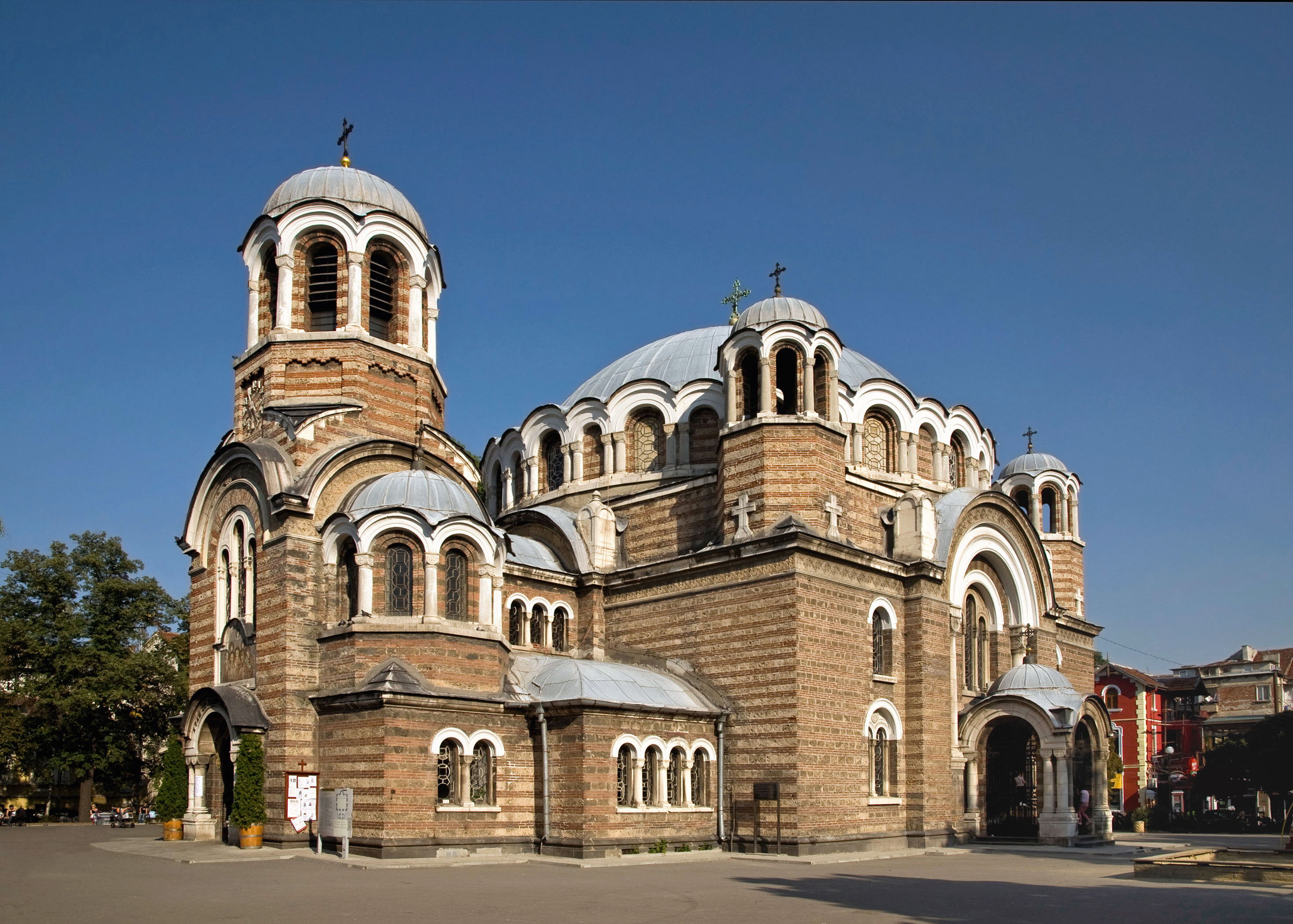
Een kerk in Sofia

Eind negentiende eeuw bestond 56% van de bevolking uit etnische Bulgaren, 30% uit Joden, 7% uit Bulgaarse Turken en 6% uit zigeuners. Vanwege de onafhankelijkheid van Israël en de daarop volgende alia is de Joodse gemeenschap van Sofia nagenoeg compleet verdwenen.
Volgens de volkstelling van 2011 is het aandeel Bulgaren inmiddels tot 96% van de bevolking gegroeid. Verder leeft er een grote groep Roma (zigeuners), vooral in de getto’s Fakoelteta en Filipovtsi in de districten Krasna Poljana en Ljoelin. Volgens officiële cijfers woonden er 18.284 zigeuners in Sofia, terwijl het volgens schattingen om minimaal 40.000 personen gaat. Er leefden verder 6.526 Bulgaarse Turken, zo'n 3.100 Russen, 1.700 Armenen, 1.200 Grieken en enkele honderden etnische Macedoniërs in de stad. Daarnaast wonen er recentelijk kleinere aantallen Arabische, Aziatische en Afrikaanse immigranten.

### Religie

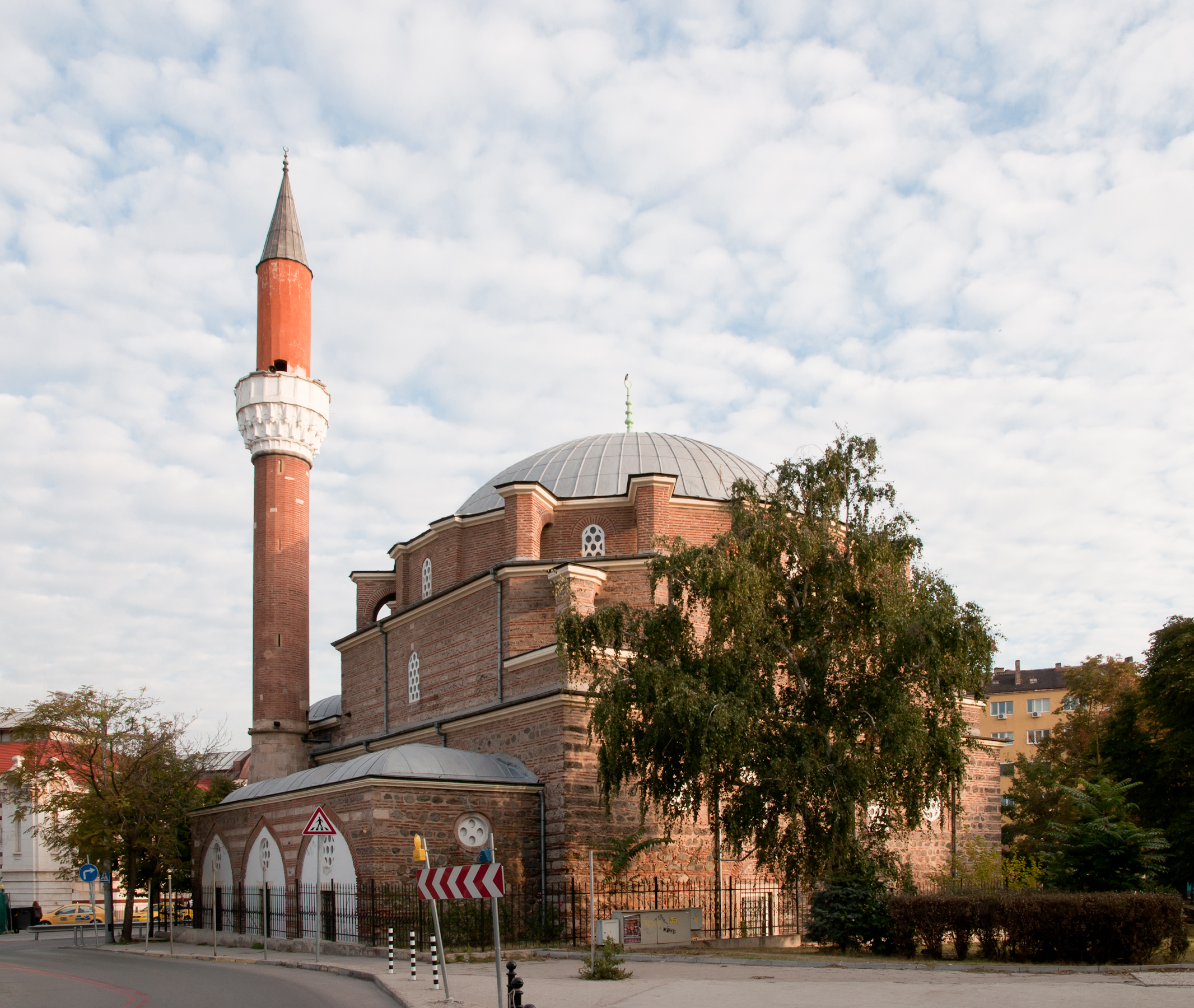
Een moskee in Sofia

In de volkstelling van 1 februari 2011 was het invullen van een geloofsovertuiging optioneel. Van de 1.291.591 mensen die werden geregistreerd bij de volkstelling van 2011 kozen 256.415 personen (20%) ervoor om hun religieuze overtuiging niet te specificeren. Het christendom is de grootste religie in Sofia, alhoewel er een sterke trend van secularisatie gaande is. Met name de Bulgaars-Orthodoxe Kerk heeft van oudsher veel aanhang (86% in 2011). Verder zijn er kleinere groepen protestanten, moslims, katholieken, joden, hindoes en boeddhisten. Tussen 2001 en 2011 is het aantal protestanten bijvoorbeeld verdrievoudigd, terwijl het aantal katholieken en mensen zonder religie verdubbeld is (zie: onderstaand tabel). Het aantal orthodoxen en moslims is daarentegen afgenomen.
| Bulgaars-Orthodoxe Kerk      | 1.122.944 | 95,91 | 892.511 | 69,10 | 86,22 |
| Katholieke Kerk in Bulgarije | 2.574     | 0,22  | 5.572   | 0,43  | 0,54  |
| Protestantisme               | 3.269     | 0,28  | 10.256  | 0,79  | 0,99  |
| Islam                        | 8.614     | 0,74  | 6.767   | 0,52  | 0,65  |
| Overig                       | 3.383     | 0,29  | 4.010   | 0,31  | 0,39  |
| Onkerkelijk                  | 25.674    | 2,19  | 51.026  | 3,95  | 4,93  |
| Geen antwoord                | 4.383     | 0,37  | 65.034  | 5,04  | 6,28  |
| Onbekend                     | 4.383     | 0,37  | 256.415 | 19,85 | -     |

## Sport
De meest succesvolle Bulgaarse voetbalclubs zijn afkomstig uit Sofia. CSKA Sofia is met meer dan 30 landstitels de Bulgaarse recordkampioen en speelt zijn wedstrijden in het stadion Balgarska Armija. Aartsrivaal Levski Sofia is 26 keer landskampioen geworden en werkt zijn wedstrijden af in het Georgi Asparuhovstadion. In de schaduw van beide grootmachten werd Slavia Sofia 7 keer landskampioen. Lokomotiv Sofia veroverde 4 landstitels, maar speelt al sinds 2015 niet meer in de Parva Liga. Het Bulgaars voetbalelftal speelt in het nationale stadion Vasil Levski.
In 1999, 2010 en 2019 werd het WK shorttrack in Sofia georganiseerd.

## Partnersteden
| - Algiers (Algerije) - Ankara (Turkije) - Amman (Jordanië) - Bratislava (Slowakije) - Boekarest (Roemenië) | - Jerevan (Armenië) - Karlovac (Kroatië) - Kiev (Oekraïne) - Maraş (Turkije) | - Madrid (Spanje) - Moskou (Rusland) - Pittsburgh (Verenigde Staten) - Praag (Tsjechië) | - Sint-Petersburg (Rusland) - Salalah (Oman) - Shanghai (China) - Sidon (Libanon) | - Skopje (Noord-Macedonië) - Tbilisi (Georgië) - Tel Aviv (Israël) - Warschau (Polen) |  |

## Galerij

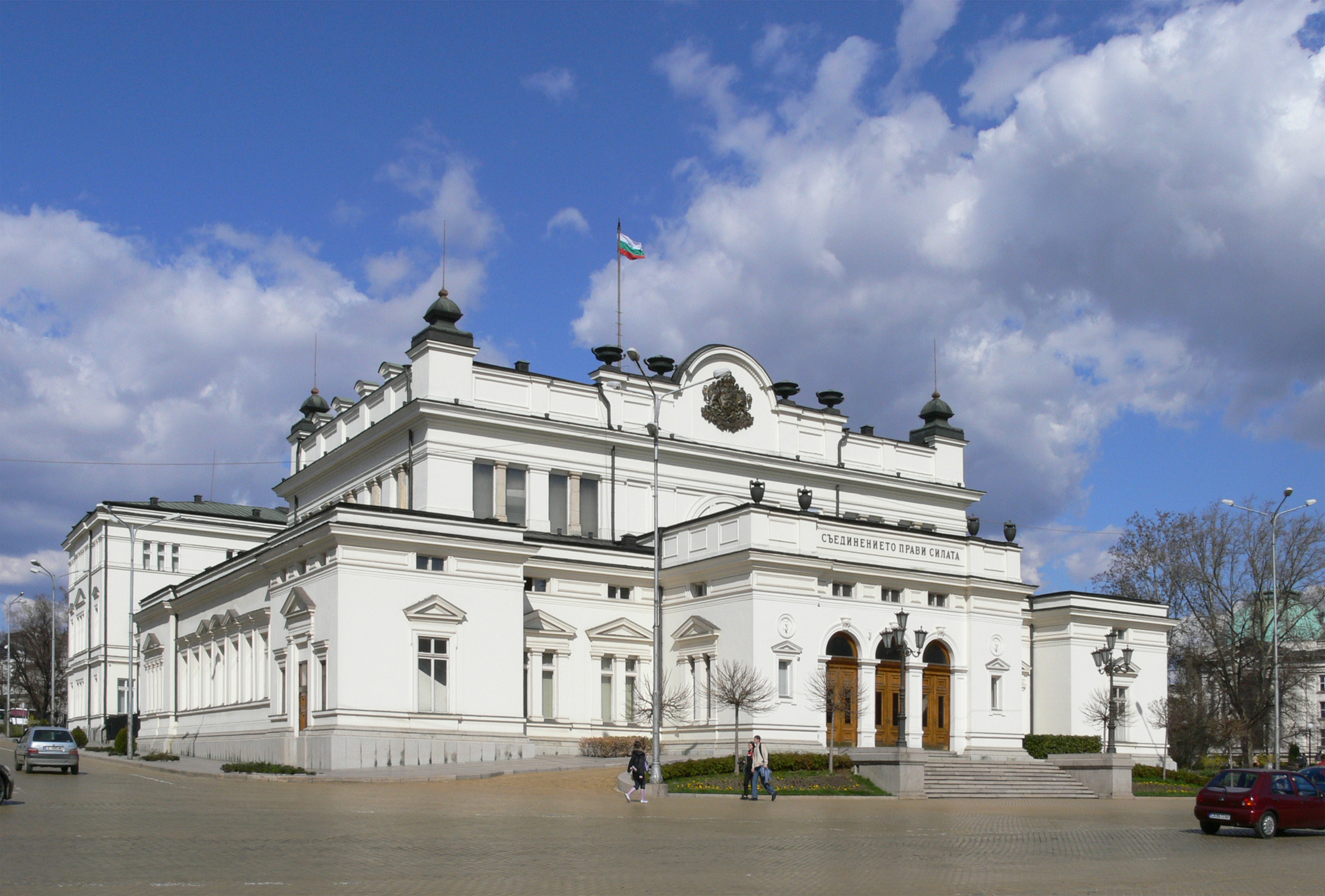
Parlementsgebouw
Alexander Nevski-kathedraal
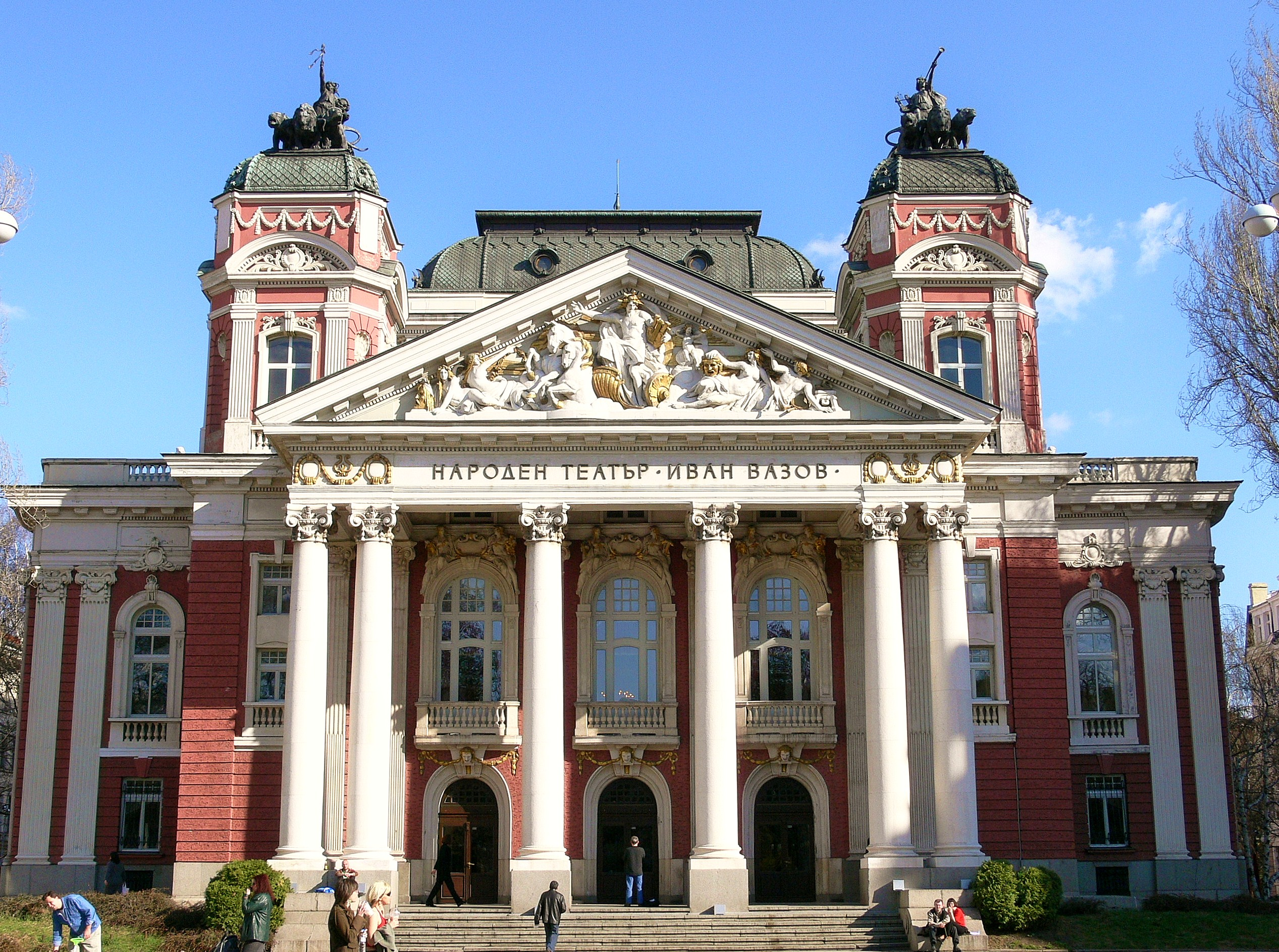
Nationaal Theater